# Martin Wernisch
Martin Wernisch (ur. 6 marca 1962 w Pradze) – czeski protestancki teolog, historyk kościoła i nauczyciel akademicki na Uniwersytecie Karola w Pradze. 
Studiował w Pradze, Zurychu i Tybindze. Od 1991 zatrudniony na Wydziale Teologii Ewangelickiej Uniwersytetu Karola; w 2020 mianowany profesorem.
Zajmuje się przeważnie reformacją czeską i światową.
Jego ojcem jest poeta Ivan Wernisch.